# Abaciscus cantonensis
Abaciscus cantonensis là một loài bướm đêm trong họ Geometridae.